# Prosser (Washington)
Prosser ist eine Stadt im US-Bundesstaat Washington. Der Ort hat laut US Census 6,062 Einwohner (Stand: 2020) und liegt im Benton County, dessen County Seat (Verwaltungssitz) er ist.
Der am Yakima River gelegene Ort wurde 1882 von William Farrand Prosser gegründet, einem ehemaligen Colonel im Heer der Union und republikanischen Kongressabgeordneten. Ursprünglich „Prosser Falls“ genannt, wurde auf den Zusatz „Falls“ später verzichtet. Prosser wurde 1899 offiziell als Gemeinde registriert und 1905 erster Verwaltungssitz des neu gegründeten Benton County. Zu Beginn der 1900er Jahre erhielt der Ort einen Anschluss an die Eisenbahn sowie ein Bewässerungssystem.
Heute ist die Wirtschaft in Prosser landwirtschaftlich geprägt. Neben Yakima ist Prosser das wichtigste Handelszentrum der Yakima Valley AVA und bietet eine gute Anbindung an eine Vielzahl von Weinbaubetrieben. Der Ort bezeichnet sich selbst als „Geburtsstätte der Weinindustrie“ in Washington.
Prosser liegt unmittelbar an der Fernstraße Interstate 82.

## Persönlichkeiten
- Kelly Blair (* 1970), Siebenkämpferin